# Università del Piemonte Orientale
Die Universität Ostpiemont (Università degli Studi del Piemonte Orientale „Amedeo Avogadro“, auch Università del Piemonte Orientale, Abk.: UNIPMN oder UPO) ist eine staatliche Universität mit Sitz in Alessandria, Novara und Vercelli. Die Universität wurde 1998 aus der Universität Turin ausgegliedert. Die Ausgliederung erfolgte im Rahmen einer nationalen Bildungsreform, die darauf abzielte, die Bildungseinrichtungen in der Region Piemont zu dezentralisieren und spezialisierte Institutionen für verschiedene Fachgebiete zu schaffen. Namensgeber ist der italienische Physiker und Chemiker Amedeo Avogadro.

## Dipartimenti – Fachbereiche
Gemäß der im Gesetz Nr. 240/2010 vorgesehenen umstrittenen Universitätsreform (die sogenannte riforma Gelmini) hat die Universität ihre Organisationsstruktur geändert und eine Aufteilung in Dipartimenti – Fachbereiche unternommen. Seit dem 1. Januar 2012 befinden sich die 7 Dipartimenti an den drei Standorten Alessandria, Novara und Vercelli.
- Dipartimento di giurisprudenza e scienze politiche, economiche e sociali – Fachbereich Rechts-, Politik-, Wirtschafts- und Sozialwissenschaften – Alessandria und Novara
- Dipartimento di medicina traslazionale – Fachbereich für Translationale Medizin – Novara
- Dipartimento di scienze del farmaco – Fachbereich Pharmazie Novara
- Dipartimento di scienze della salute – Fachbereich Gesundheitswissenschaften – Novara
- Dipartimento di scienze e innovazione tecnologica – Fachbereich Wissenschaft und technologische Innovation – Alessandria und Vercelli
- Dipartimento di studi per l'economia e l'impresa – Fachbereich Wirtschaft und Unternehmensführung – Alessandria und Novara
- Dipartimento di studi umanistici – Fachbereich Geisteswissenschaften – Alessandria und Vercelli

## Dozenten
- Alessandro Barbero (* 1959), Historiker
- Renato Balduzzi (* 1955), Rechts- und Gesundheitswissenschaftler, von 2011 bis 2013 italienischer Gesundheitsminister in der Regierung von Mario Monti.
- Joerg Luther (* 1959), deutscher Staatsrechtler

## Rektoren
- Ilario Viano (1998–2004)
- Paolo Garbarino (2004–2012)
- Cesare Emanuel (2012–2018)
- Gian Carlo Avanzi (seit 2018)